# Маркевич Тетяна Сергіївна
Тетяна Сергіївна Маркевич (біл. Таццяна Сяргееўна Маркевіч; 25 березня 1988, Брест, Білоруська РСР, СРСР) — білоруська волейболістка, догравальник. Гравець національної збірної.

## Із біографії
Вихованка Бешенковицької спортивної школи. Капітан збірної Білорусі.

## Клуби
| Роки      | Команди                     |
| --------- | --------------------------- |
| 2004—2005 | «Ковровщик» (Брест)         |
| 2005—2007 | «Слов'янка РШВСМ» (Мінськ)  |
| 2007—2010 | «Комунальник» (Могильов)    |
| 2010—2011 | «Єшилюрт» (Стамбул)         |
| 2011—2012 | «Азеройлсервіс» (Баку)      |
| 2012—2013 | Расінг (Канни)              |
| 2013—2016 | АГЕЛ (Простейов)            |
| 2016—2017 | «Алба-Блаж»                 |
| 2017—2019 | «Бухарест»                  |
| 2019—2020 | «Динамо-Метар» (Челябінськ) |
| 2019—2020 | «Ілбанк» (Анкара)           |
| 2020—     | «Мінчанка» (Мінськ)         |

## Досягнення
- Чемпіонат Білорусі

Переможець (1): 2021
Фіналіст (2): 2008, 2010
- Кубок Білорусі

Переможець (1): 2021
- Чемпіонат Франції

Переможець (1): 2013
- Кубок Франції

Переможець (1): 2013
- Чемпіонат Чехії

Переможець (3): 2014, 2015, 2016
- Кубок Чехії

Переможець (3): 2014, 2015, 2016
- Чемпіонат Румунії

Переможець (2): 2017, 2018
Фіналіст (1): 2019
- Кубок Румунії

Переможець (2): 2017, 2018
- Суперкубок Румунії

Фіналіст (1): 2016

## Статистика
У збірній:
| Турнір                | Ігри | Сети | Очки | Ср.  | Примітки |
| --------------------- | ---- | ---- | ---- | ---- | -------- |
| Чемпіонат Європи 2013 | 4    | 11   | 21   | 1,91 | [ 6 ]    |
| Чемпіонат Європи 2015 | 3    | 12   | 32   | 2,67 | [ 7 ]    |
| Чемпіонат Європи 2017 | 5    | 20   | 50   | 2,50 | [ 8 ]    |
| Євроліга 2018         | 6    | 25   | 78   | 3,12 | [ 9 ]    |
| Євроліга 2019         | 8    | 22   | 52   | 2,36 | [ 10 ]   |
| Чемпіонат Європи 2019 | 5    | 19   | 31   | 1,63 | [ 11 ]   |
| Чемпіонат Європи 2021 | 6    | 17   | 15   | 0,88 | [ 12 ]   |
| Всього                | 37   | 126  | 279  | 2,21 |          |

- Ср. — середній показник результативності за один сет.